# Кофі Карікарі
Кофі Карікарі (бл. 1837 — бл. 1884) — 10-й асантейн (володар) імперії Ашанті у 1867—1874 роках. Наприкінці його панування фактично відбувся розпад держави.

## Життєпис
Походив з правлячої династії Ойоко Абусуа. Син принцеси (асантейнаа) Афуа Кобі та Кофі Нті. Внучатий небіж асантейна Кваку Дуа I. Останній у квітні 1867 року раптово помер, внаслідок чого почалася боротьба за трон. Зрештою перемогу здобув Кофі Карікарі, що 26 травня того ж року здійснив церемонію сходження на Золотий Табурет.

Держава Ашанті за правління Кофі Карікарі

Намагався уникати збройного протистояння із сусідами, насамперед європейцями. В результаті відбувається занепад війська. В цей час відбувається посилення британської присутності, особливо з 1872 року, коли Велика Британія викупила колонію Нідерландська Гвінея.
Така ситуація стала загрозливою, тому військо Ашанті вдерлося до колишньої голландської колонії, маючи намір захопити порт Ельміна. Почалася третя англо-ашантійська війна. Спочатку британців облаштовувалися шляхи, телеграф та збирали війська. Бойові дії почалися у січні 1874 року. 31 січня того року ашантійське військо у битві біля Амоафулу зазнало поразки. Після нової поразки 4 лютого біля Ордашу шлях ворогові на столицю Ашанті було відкрито. Асантейн з почтом й значною частиною населення втік з Кумасі. Британці вибухівкою знищили палац асантейнів Ашанті, після чого залишили Кумасі.
Кофі Карікарі в липні 1874 року вимушений був укласти Фоменаський мирний договір, за яким зобов'язався сплатити 50 тис. унцій золота як компенсацію за військові витрати та підтверджувалися пункти угоди 1831 року, внаслідок чого імперія Ашанті остаточно втратила південні області. Також скасовувалися жертвоприношення, встановлювалася свобода торгівлі, підтверджувалося постійність дроги від Кумасі до річки Пра (кордону з британською колонією Золотий берег).
Поразки військ Ашанті та важкі умови угоди призвели до потужних повстань по всій державні, внаслідок чого остаточно відкололися дагомба і гонджа. також повстали області Двабен і Адансі.
Невдоволення знаті 26 жовтня 1874 року змусила Кофі Карікарі зректися влади. Приводом до заклату стало звинувачення останнього в тому, що він вкрав золото з поховання колишніх володарів Ашанті. Колишній асантейн помер близько 1884 року. Новим правителем став Менса Бонсу.